# (323137) 2003 BM80
(323137) 2003 BM80 とは、小惑星帯に存在する彗星・小惑星遷移天体の1つである。当初は小惑星として発見・登録され、後に彗星の活動が確認された。

## 概要
2003 BM80 は、2003年1月31日にローウェル天文台地球近傍天体捜索によって発見された天体である。当初は小惑星として発見され、2012年4月6日に小惑星番号323137番が与えられた。しかしその後彗星としての活動が確認され、282番目に回帰が確認された周期彗星としても登録された。彗星と小惑星の両方で登録されている小惑星帯の天体は4個あり、小惑星番号では4番目、周期彗星番号では3番目に登録された。

## 軌道の性質
2003 BM80 の軌道長半径は4.25AUと小惑星帯でも外側の軌道を8.76年かけて公転している。軌道離心率は0.188で軌道傾斜角は5.81度である。木星に対して時々2AU以内に接近する。